# Laplae (huyện)
Laplae (tiếng Thái: ลับแล) là một huyện (amphoe) ở phía tây thuộc tỉnh Uttaradit, miền nam Thái Lan.

## Địa lý
Các huyện giáp ranh (từ phía đông theo chiều kim đồng hồ): Mueang Uttaradit, Tron thuộc tỉnh Uttaradit, Si Satchanalai thuộc tỉnh Sukhothai, Den Chai thuộc tỉnh Phrae.

## Hành chính
Huyện này được chia thành 8 phó huyện (tambon), các đơn vị này lại được chia ra thành 63 làng (muban). Có ba thị trấn (thesaban tambon) - Si Phanom Mat nằm trên toàn bộ tambon Si Phanom Mat, Hua Dongmột phần tambon Mae Phun, và phần Thung Yang của tambon Thung Yang và Phai Lom. Có 7 Tổ chức hành chính tambon.
| STT. | Tên              | Tên Thái  | Số làng | Dân số |  |
| ---- | ---------------- | --------- | ------- | ------ |  |
| 1.   | Si Phanom Mat    | ศรีพนมมาศ  | -       | 3.276  |  |
| 2.   | Mae Phun         | แม่พูล      | 11      | 10.050 |  |
| 3.   | Na Nok Kok       | นานกกก    | 5       | 2.862  |  |
| 4.   | Fai Luang        | ฝายหลวง   | 11      | 9.493  |  |
| 5.   | Chai Chumphon    | ชัยจุมพล    | 11      | 8.607  |  |
| 6.   | Phai Lom         | ไผ่ล้อม     | 7       | 6.727  |  |
| 7.   | Thung Yang       | ทุ่งยั้ง      | 10      | 11.121 |  |
| 8.   | Dan Mae Kham Man | ด่านแม่คำมัน | 8       | 5.423  |  |